# 陶片放逐制

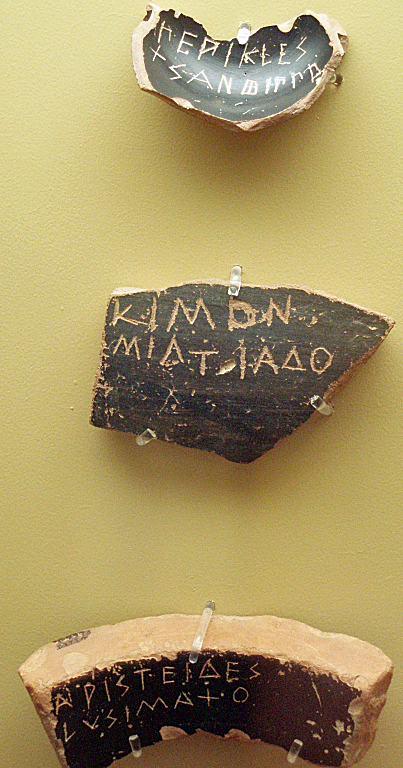
作为选票使用的碎陶片，上面刻着被提名放逐者的名字；由上至下：伯里克利、客蒙及阿里斯提德

陶片放逐制，又譯陶片流放制、陶片放逐法、陶片流放法或貝殼流放法等，是古代雅典城邦的一项政治制度，由雅典政治家克里斯提尼于公元前510年创立（约前487年首次实施）， 记载于亚里士多德的雅典宪法 22.3。 雅典公民可以通过投票強制將某個人放逐，目的在於驅逐可能威胁雅典的民主制度的政治人物。 陶片放逐并非在整个雅典民主时期（大约公元前506-322年）使用，只是於公元前5世纪使用。

## 制度概要
每年雅典城邦公民大会第6次常务委员会（亦称为主席团，为公民大会500人议事会的常设机构）会议期间（12月），常务委员会会询问公民大会是否需要进行陶片放逐投票，以使城邦摆脱影响力太大的人士（制度设立的最初目的是为了放逐有恢复僭主野心的雅典政治家），如果大会表决通过该提案，则于翌年的2月或3月间实施放逐投票，地点在雅典的阿哥拉。但放逐投票会议的召开并不意味着一定有人被放逐，因为雅典法律规定放逐投票须达到6000人的法定人数。投票当日，阿哥拉中央用木板围出一个一个圆形场地，并留出10个入口，与雅典的10个部落相对应，以便同一部落的公民从同一入口进场。投票者在选票——陶罐碎片较为平坦处，刻上他认为应该被放逐者的名字，投入本部落的投票箱。如果选票总数未达到6000，此次投票即宣告无效；如果超过6000，再按票上的名字将票分类，得票最多的人士即为当年放逐的人选，放逐期限为10年（一说为5年，但都可以为城邦的需要而随时被召回）。被放逐者无权为自己辩护，须在10天内处理好自己的事务，然后离开城邦。放逐期间，被放逐者的公民权和财产权保留，回到城邦后自动恢复。

## 歷史
根据古希腊哲学家亚里士多德在《雅典政制》中的记载，雅典执政官克里斯提尼在领导雅典人民，推翻僭主独裁统治建立民主政治的过程中（约公元前509－508年）创立了陶片放逐法。陶片放逐制度设立的最初目的是为了对付政治上掌握大权而意图恢复建立僭主政治的雅典政客。该制度的真正開始实施与其制定时间相距甚远。直到希波战争中的马拉松战役（公元前490－前489年）之后两年间，雅典平民取得更大的政治权力后，陶片放逐法才首次付诸实施（约为公元前487年），第一次遭受放逐的人士即为前雅典僭主庇西特拉图的亲戚喜帕恰斯。
陶片放逐在雅典政治中并不非常频繁，而且对于被放逐的人也没有更多的附加惩罚。
雅典政治家阿里斯提德就曾在放逐投票时，被一个目不识丁的公民请求，在陶片上寫下「阿里斯提德」，阿里斯提德照辦了，但是问那人何以要這麼做，那人答道：「不为甚麼，我甚至还不认识这个人，但是到处都称呼他为『公正之士』，我实在听烦了。」
公元前415年春，雅典著名平民领袖希帕波魯斯因党派斗争无辜被逐，而后希帕波魯斯被迫远走萨摩斯岛，却在此遭到支持寡头政治的激进分子杀害。这一事件在雅典平民当中造成极大影响，民众俨然将陶片放逐视为一齣闹剧，因此此后再不曾援用，陶片放逐在雅典城邦的适用自此终结。
公元前411年，雅典寡头派發動政變，剥夺公民大会的权利，制定新宪法，篡夺了国家权力，结束希腊的民主制度。

## 曾被放逐過的著名人物
| 放逐年     | 姓名         | 姓名拉丁轉寫 | 出生地            | 說明 |
| ---------- | ------------ | ------------ | ----------------- | --- |
| 前487年    | 希帕科斯     | Hipparchos   | 雅典Collytus区    | 一說前488年被放逐，卡莫斯（Charmus）之子，前雅典僭主庇西特拉图（Pisistratos）的一位亲戚，曾于公元前496－495年担任雅典执政官。 |
| 前486年    | 迈加克利斯   | Megacles     | 雅典Alopeke区     | |
| 前485年    | 卡利色诺斯   | Kallias      | （不詳）          | |
| 前484年    | 科桑西普斯   | Xanthippos   | 雅典Cholargos区   | 曾于公元前479－478年担任雅典执政官。                                                                                          |
| 前483年    | 凯勒伊诺斯   | Kallixenos   | 雅典Xypete区      | |
| 前482年    | 阿里斯提德   | Aristeides   | 雅典Alopeke区     | 曾于公元前489－488年担任雅典执政官。                                                                                          |
| 前471年(?) | 地米斯托克利 | Themistocles | 雅典Phrearrhioi区 | 曾于公元前493－492年担任雅典执政官。                                                                                          |
| 前461年    | 客蒙         | Kimon        | 雅典Lakiadai区    | 曾任雅典十将军。 |
| 前460年(?) | 阿尔巴德斯   | Alcibiades   | 雅典Skambonidai区 | |
| 前457年    | 迈恩         | Menon        | （不詳）          | |
| 前443年    | 修昔底德     | Thucydides   | 雅典Alopeke区     | 梅涅西亚斯（Milesias）之子，与古希腊历史学家修昔底德同名，为不同的两个人。                                                    |
| 前415年    | 希帕波魯斯   | Hyperbolus   | 雅典Pherthoidai区 | |